# Aßlar
Aßlar település Németországban, Hessen tartományban. Lakosainak száma 14 043 fő (2023. december 31.). Aßlar Hohenahr, Wetzlar, Solms, Ehringshausen és Mittenaar községekkel határos.

## Népesség
A település népességének változása:
| Lakosok száma | 13 772 | 13 605 | 13 656 | 13 725 | 13 924 | 14 043 |
|               | 2015   | 2017   | 2019   | 2021   | 2022   | 2023   |